# Stan Foster
Stan Foster é um ator, escritor, diretor e produtor de filmes, programas de tv e teatros americano nascido em Youngstown, Ohio. Ele é mais conhecido pelo seu trabalho na série de televisão Tour of Duty, na qual ele interpretou Marvin Johnson.  Ele também escreveu e atuou no filme Woman Thou Art Loosed e escreveu e dirigiu o filme Preacher's Kid (2010).